# Guy Mairesse
Guy Mairesse  va ser un pilot de curses automobilístiques Francès que va arribar a disputar curses de Fórmula 1.
Mairesse va néixer el 10 d'agost del 1910. Va morir el 24 d'abril del 1954 en un accident mentre disputava les pràctiques per una cursa a Montlhéry, França.

## A la F1
Va participar en la setena cursa de la història de la Fórmula 1 disputada el 13 de setembre del 1950, el GP d'Itàlia, que formava part del campionat del món de la temporada 1950 de F1, on va participar en aquesta única cursa.
Guy Mairesse va participar en tres curses puntuables pel campionat de la F1, al llarg de dues temporades, 1950 i 1951.
Mairesse també va disputar nombroses curses no puntuables pel mundial de la F1 (inclòs el Campionat d'Europa).

## Resultats a la Fórmula 1
| Any  | Equip           | Xassís      | Motor  | 1      | 2   | 3   | 4      | 5   | 6   | 7     | 8   | Posició | Punts |
| ---- | --------------- | ----------- | ------ | ------ | --- | --- | ------ | --- | --- | ----- | --- | ------- | ----- |
| 1950 | Guy Mairesse    | Talbot-Lago | Talbot | GBR    | MON | 500 | SUI    | FRA | BEL | ITA 5 |     | -       | 0     |
| 1951 | Ecurie Belgique | Talbot-Lago | Talbot | SUI NC | 500 | BEL | FRA NC | GBR | ALE | ITA   | ESP | -       | 0     |

### Resum
| Curses: | Victòries: | Pòdiums: | Poles: | Voltes ràpides: | Punts: |
| ------- | ---------- | -------- | ------ | --------------- | ------ |
| 3       | 0          | 0        | 0      | 0               | 0      |